# Список высших учебных заведений Омской области
В список высших учебных заведений Омской области включены образовательные учреждения высшего и высшего профессионального образования, находящиеся на территории Омской области и имеющие действующую лицензию на образовательную деятельность. Список вузов приведён в соответствии с данными сводного реестра лицензий, в список филиалов включены организации, участвовавшие в мониторинге Министерства образования и науки Российской Федерации 2016 года. По состоянию на 14 ноября 2016 года в Омской области действующую лицензию имели 17 вузов и 8 филиалов.
Филиалы вузов, головные организации которых находятся в иных субъектах федерации, сгруппированы в отдельном списке. Порядок следования элементов списка — алфавитный.

## Список высших образовательных учреждений
| Название                                                                      | Категория         | Статус      | Год основания | Месторасположение | Число студентов |
| ----------------------------------------------------------------------------- | ----------------- | ----------- | ------------- | ----------------- | --------------- |
| Институт радиоэлектроники, сервиса и диагностики                              | негосударственный | институт    | 1997          | Омск              | 141             |
| Омская академия Министерства внутренних дел Российской Федерации              | государственный   | академия    | 1920          | Омск              |                 |
| Омская гуманитарная академия                                                  | негосударственный | академия    | 1997          | Омск              | 2792            |
| Сибирский юридический университет                                             | негосударственный | университет | 1998          | Омск              | 2189            |
| Омский государственный аграрный университет имени П. А. Столыпина             | государственный   | университет | 1918          | Омск              | 7277            |
| Омский государственный медицинский университет                                | государственный   | университет | 1920          | Омск              | 5012            |
| Омский государственный педагогический университет                             | государственный   | университет | 1932          | Омск              | 8583            |
| Омский государственный технический университет                                | государственный   | университет | 1942          | Омск              | 15107           |
| Омский государственный университет имени Ф. М. Достоевского                   | государственный   | университет | 1973          | Омск              | 8645            |
| Омский государственный университет путей сообщения                            | государственный   | университет | 1900          | Омск              | 9287            |
| Омский институт международного менеджмента и иностранных языков «Ин.яз.-Омск» | негосударственный | институт    | 1991          | Омск              |                 |
| Омский региональный институт                                                  | негосударственный | университет | 1998          | Омск              | 751             |
| Омский университет дизайна и технологий                                       | негосударственный | университет | 1977          | Омск              |                 |
| Омский экономический институт                                                 | негосударственный | институт    | 2000          | Омск              | 1620            |
| Сибирская государственная автомобильно-дорожная академия                      | государственный   | академия    | 1930          | Омск              | 7527            |
| Сибирский государственный университет физической культуры и спорта            | государственный   | университет | 1950          | Омск              | 2508            |
| Сибирский институт бизнеса и информационных технологий                        | негосударственный | институт    | 1996          | Омск              | 4500            |

## Список филиалов высших образовательных учреждений
| Название | Категория         | Статус      | Год основания | Месторасположение | Месторасположение головной организации | Число студентов |
| --- | ----------------- | ----------- | ------------- | ----------------- | -------------------------------------- | --------------- |
| Омский институт (филиал Российского экономического университета имени Г. В. Плеханова)                                        | государственный   | институт    | 1917          | Омск              | Москва                                 |                 |
| Омский институт водного транспорта (филиал Сибирского государственного университета водного транспорта)                       | государственный   | институт    | 1991          | Омск              | Новосибирск                            | 1048            |
| Омский филиал Московского финансово-промышленного университета «Синергия»                                                     | негосударственный | университет | 1999          | Омск              | Москва                                 | 1692            |
| Омский филиал Финансового университета                                                                                        | государственный   | университет | 1930 1954     | Омск              | Москва                                 | 1619            |
| Сибирский казачий институт технологий и управления (филиал Московского государственного университета технологий и управления) | государственный   | университет | 1953          | Омск              | Москва                                 | 1172            |
| Тарский филиал Омского государственного аграрного университета имени П. А. Столыпина                                          | государственный   | университет | 1999          | Тара              | Омск                                   | 624             |
| Филиал в Омске Российского государственного профессионально-педагогического университета                                      | государственный   | университет | 1979          | Омск              | Москва                                 |                 |
| Филиал в Таре Омского государственного педагогического университета                                                           | государственный   | университет | 1992          | Тара              | Омск                                   | 841             |